# Casey Jacobsen
Casey Gardner Jacobsen (* 19. März 1981 in Glendora, Kalifornien) ist ein ehemaliger US-amerikanischer Basketballspieler, der als Shooting Guard oder auch als Small Forward spielte.

## Karriere
Der 43-Jährige war sowohl in der NBA als auch in der europäischen Basketball-Szene aktiv. College-Basketball spielte er für die Stanford University, wo er in drei Saisons 1.723 Punkte erzielte – die dritthöchste Punktzahl in der Schulgeschichte. Zusätzlich belegt er in den Bestenlisten von Stanford den zweiten Platz bei verwandelten Dreipunktewürfen (222), den vierten Platz bei der Dreipunktewurfquote (42,7 Prozent) und er hat den sechsthöchsten Punktedurchschnitt (18,1 pro Spiel).
Beim NBA Draft 2002 wurde Jacobsen an 22. Stelle von den Phoenix Suns ausgewählt. In der NBA spielte er bei den Vereinen Phoenix Suns, New Orleans Hornets und Houston Rockets. Während der Saison 2003/04 hatte er die neuntbeste Dreierwurfquote der NBA (41,7 Prozent).
In der Saison 2005/06 half er Tau Vitoria (Liga ACB) ins Final Four der Euroleague.
Während der Saison 2006/07 spielte Jacobsen bei dem deutschen Verein Brose Baskets Bamberg, der in der Saison 2006/2007 Deutscher Meister wurden. Jacobsen wurde zum MVP der Finalserie gewählt.
Am 24. Juli 2007 unterzeichnete Jacobsen einen Vertrag bei den Memphis Grizzlies. Dieser wurde jedoch nach einer Saison wieder aufgelöst. Im August 2008 unterschrieb Jacobsen beim Deutschen Meister ALBA Berlin einen Ein-Jahres-Vertrag.
Zur Saison 2009/2010 wechselte Jacobsen zurück zu den Brose Baskets nach Bamberg, wo er nicht nur wieder Deutscher Meister und MVP der Finalserie, sondern auch Pokalsieger wurde und damit das deutsche Double holte. Für die Saison 2010/2011 verlängerte der Kapitän der Brose Baskets um ein weiteres Jahr in Bamberg.
Nach der geglückten Titelverteidigung und dem erneuten Double in der Saison 2010/11 unterzeichnete Jacobsen einen neuen Drei-Jahres-Vertrag bei den Brose Baskets. Dieser hatte eine Laufzeit bis Sommer 2014. Nach dem frühen Aus in den Play-offs 2014 und der damit nicht mehr möglichen Titelverteidigung gab Jacobsen seinen Abschied aus Bamberg bekannt. Seine Trikotnummer 23 wird ihm zu Ehren in Zukunft bei den Brose Baskets nicht mehr vergeben werden und sein Trikot unter das Dach der Bamberger Halle gezogen.
Am 22. Mai 2014 verkündete Jacobsen das Ende seiner Karriere als professioneller Basketballspieler. Er kehrte nach seiner Karriere nach Kalifornien zurück.

## Erfolge und Auszeichnungen
- 5× Deutscher Meister mit den Brose Baskets Bamberg: 2007, 2010, 2011, 2012, 2013
- Deutscher Pokalsieger mit Alba Berlin: 2009
- 3× Deutscher Pokalsieger mit den Brose Baskets Bamberg: 2010, 2011, 2012
- 2× BBL Finals MVP: 2007, 2010
- 3× BBL All-First-Team: 2007, 2011, 2012
- BBL Best Offensive Player: 2007